# Анархизм и национализм
Анархизм и национализм берут свои начала от Великой французской революции. Анархисты имеют долгую историю взаимодействия с национализмом во всем мире, ровно так же, как с интернационализмом.
Ирландский анархист Эндрю Флад утверждает, что анархисты не являются националистами и полностью против него, а, скорее, являются антиимпериалистами.

## Обзор
Пьер-Жозеф Прудон, первый человек, назвавший себя анархистом в положительном смысле, выступал против национализма, утверждая, что «конец милитаризма — это миссия девятнадцатого века под страхом неопределённого упадка». Прудон утверждал, что в рамках предложенного им теории мютюэлизма «здесь больше не будет национальности, больше не будет отечества в политическом смысле этих слов: они будут означать только места рождения. Человек, какой бы расы или цвета кожи он ни был, он может быть, является обитателем вселенной; гражданство везде является приобретённым правом».
Критикой национализма с анархистской точки зрения является книга Рудольфа Рокера 1937 года «Национализм и культура». Американский анархист Фреди Перлман написал ряд брошюр, в которых резко критиковал все формы национализма, одни из этих брошюр — «Антисемитизм и бейрутский погром» и «Постоянный призыв к национализму», в которых Перлман утверждает, что национализм — это процесс формирования государства, вдохновлённый империализмом, который капиталисты, фашисты и коммунисты используют как средство контроля над своими подданными.
В 1984 году Перлман также написал работу в пост-левой анархической традиции на тему национализма под названием «Постоянный призыв к национализму». В ней Перлман утверждает, что «левые или революционные националисты настаивают на том, что их национализм не имеет ничего общего с национализмом фашистов и национал-социалистов, что их национализм — это национализм угнетённых, что он предлагает как личные, так и культурное освобождение». Чтобы оспорить эти утверждения и, по его мнению, «увидеть их в контексте», Перлман спрашивает, «что такое национализм — не только новый революционный национализм, но и старый консервативный». Перлман заключает, что национализм — это помощь капиталистическому контролю над природой и людьми, независимо от его происхождения. Национализм обеспечивает форму, посредством которой «очень угнетённое население может стать нацией, фотографическим негативом нации-угнетателя» и что «нет никаких земных причин для потомков преследуемых оставаться преследуемыми, когда национализм предлагает им перспектива стать преследователями. Ближайшие и дальние родственники жертв могут стать расистским национальным государством; они могут сами загонять других людей в концентрационные лагеря, толкать других людей по своему желанию, вести против них геноцидную войну, добывать предварительный капитал путём их экспроприации».

### Взгляды Михаила Бакунина

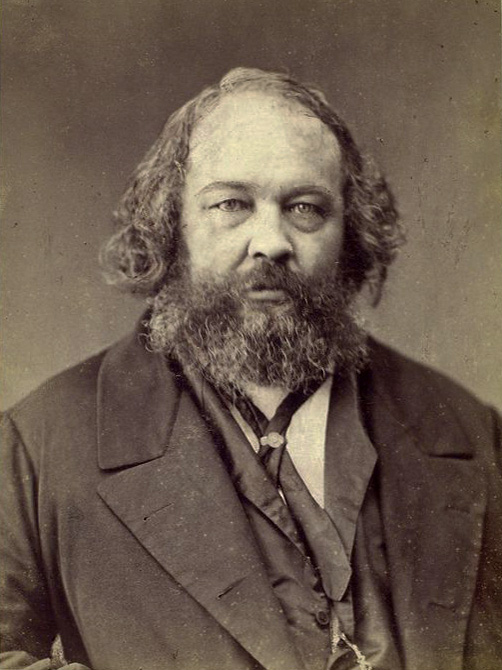
Михаил Бакунин, помимо того, что был анархистом, поддерживал панславистские взгляды и стремился придать им федералистское осмысление.

До своего участия в анархистском движении Михаил Бакунин имел долгую историю участия в различных националистических движениях. В своём «Обращении к славянам» (1848) Бакунин призывал к сотрудничеству между националистическими революционными движениями по всей Европе (как славянскими, так и неславянскими) для свержения империй и растворения империализма в восстании «всех угнетённых национальностей», которое привело бы к «Всеобщей федерации европейских республик».
Позже, сосланный в Восточную Сибирь, Бакунин связался с кружком сибирских националистов, которые планировали отделиться от Российской Империи. Они были связаны с его двоюродным братом и покровителем Николаем Муравьёвым-Амурским, генерал-губернатором Восточной Сибири, которого Бакунин защищал в журнале Александра Герцена «Колокол». Только через четыре года после отъезда из Сибири Бакунин объявил себя анархистом. Макс Неттлау заметил об этом периоде своей жизни, что «это может быть объяснено растущим националистическим психозом Бакунина, вызванным и подпитываемым экспансионистскими идеями чиновников и эксплуататоров, которые окружали его в Сибири, заставляя его не замечать бедственного положения их жертв».

### Национал-анархизм

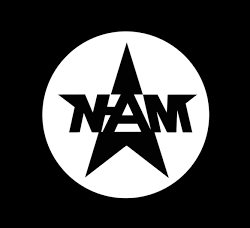
Флаг национал-анархизма

Национа́л-анархи́зм — антикапиталистическая, антимарксистская, антиэтатисткая и антикоммунистическая идеология. Национал-анархисты выступают за естественный порядок и посткапиталистическое безгосударственное общество, в котором однородные сообщества различных этнических или расовых групп могли бы свободно развиваться отдельно в своих собственных племенных общинах, называемых «национальными автономными зонами», которые являются политически меритократическими, экономически взаимообусловленными, экологически устойчивыми, социально и культурно традиционными.
Национал-анархизм отрицает представление о том, что нации якобы сложились в период становления капитализма и могут существовать только вместе с государством. Национал-анархисты придерживаются примордиалистской точки зрения в этнологии. Так, национал-анархисты считают, что нация — естественно сложившаяся внеисторическая общность людей, объединённых единством этнического происхождения и территорией проживания.
Хотя термин «национал-анархизм» восходит ещё к 1920-м годам, современное национал-анархистское движение было создано в конце 1990-х годов британским политическим активистом Троем Саутгейтом, который позиционирует его как «выходящее за пределы левого и правого».
Многие анархисты отрицают национал-анархизм, ведь они считают, что идеология национал-анархизма идёт вразрез со всеми основными анархическими принципами.

## Анархизм и антиимпериализм

### Чёрный анархизм

Флаг чёрного анархизма

Чёрный анархизм выступает против существования государства, подчинения и господства цветных людей, выступая за неиерархическую организацию общества. Чёрные анархисты стремятся уничтожить государство наряду с капитализмом и превосходством белых. Среди теоретиков-Ашанти Олстон, Лоренцо Комбоа Эрвин, Куваси Балагун, многие бывшие члены партии «Чёрная Пантера» и Мартин Состре. Чёрный анархизм отвергает классическое анархистское движение по расовым вопросам.
Чёрные анархисты выступают против антирасистской концепции, основанной на универсализме эпохи Просвещения, предложенной классической анархистской традицией, утверждая, что она недостаточно адекватна для борьбы с расизмом и что она маскирует реальное неравенство, провозглашая равенство де-юре. Педро Рибейру подверг критике все анархистское движение, заявив, что « это белый, мелкобуржуазный анархизм, который не может иметь отношения к народу. Как Чёрный человек, я не заинтересован в вашем анархизме. Я не заинтересован в индивидуалистическом, своекорыстном, эгоистичном освобождении для вас и ваших белых друзей. Что меня волнует, так это освобождение моего народа».

Чёрные анархисты находятся под влиянием движения За гражданские права и Партии чёрных пантер, стремясь создать своё собственное движение, представляющее их собственную идентичность и адаптированное к их собственной уникальной ситуации. Однако, в отличие от чёрного активизма, который в прошлом основывался на лидерстве иерархических организаций, чёрный анархизм отвергает такую методологию в пользу органического развития через коммуникацию и сотрудничество, чтобы вызвать экономическую и культурную революцию, которая покончит с капитализмом, расистским господством и государством. В @narchist Panther Zine Олстон писал:
Пантерный анархизм готов, желает и способен бросить вызов старым националистическим и революционным представлениям, которые были приняты как «здравый смысл», а также бросить вызов той ерунде в нашей жизни и в так называемом движении, которая мешает нам построить подлинное движение, основанное на наслаждении жизнью, разнообразии, практическом самоопределении и многогранном сопротивлении Вавилонской Пигократии. Эта Пигократия находится в наших «головах», в наших отношениях, а также в институтах, которые кровно заинтересованы в нашем вечном господстве.

### Сепаратистский анархизм

«Эстелада Анаркиста» — символ каталонских анархических сепаратистов

Сепаратистский анархизм (или анархо-сепаратизм) пытается синтезировать некоторые аспекты национально-освободительных движений с оппозицией иерархическим институтам, основанным на либертарном социализме. Там, где существует определённая нация или народ со своим собственным особым языком, культурой и самоидентификацией, анархисты независимости соглашаются со сторонниками национализма в том, что такая нация имеет право на самоопределение. В то время как этатистские националисты выступают за решение национальных вопросов путём образования новых государств, анархисты независимости выступают за самоуправление без необходимости государства и привержены ключевым анархистским общественным принципам федерализации, взаимопомощи и анархистской экономики. Некоторые сторонники движения защищают его позицию как тактическую, утверждая, что сепаратизм и самоорганизация являются особенно эффективной стратегией для того, чтобы бросить вызов государственной власти.
Анархизм независимости ставит национальные вопросы прежде всего в терминах равенства и права всех народов на культурную автономию, языковые права и т. д. Основываясь на таких концепциях, анархизм независимости решительно выступает против расизма, ксенофобии, национального превосходства и изоляционизма любого рода, отдавая предпочтение интернационализму и сотрудничеству между народами. Анархисты независимости также выступают против гомогенизации внутри культур, считая разнообразие основным принципом. Те, кто идентифицирует себя как часть этой тенденции, могут также обосновывать свою позицию приверженностью антирасизму (постколониальный анархизм), классовой борьбе (анархо-коммунизм и анархо-синдикализм), экологии (зелёный анархизм), феминизму (анархо-феминизм) и освобождению ЛГБТ (квир-анархизм).

### Постколониальный анархизм
Постколониальный анархизм — относительно новая тенденция в рамках более широкого анархистского движения. Название взято из эссе Роджера Уайта, одного из основателей Jailbreak Press и активиста североамериканских анархистских кругов цветных людей (APOC). Постколониальный анархизм — это попытка объединить разрозненные аспекты и тенденции внутри существующего анархистского движения и переосмыслить их в явно антиимпериалистических рамках.
Там, где традиционный анархизм является движением, возникшим в результате борьбы пролетариев в промышленно развитых западноевропейских странах, и рассматривает историю с этой точки зрения, постколониальный анархизм подходит к тем же принципам классовой борьбы, взаимопомощи и противостояния социальной иерархии, а также поддержки самоопределения на уровне общин, самоуправления и самоуправления с точки зрения колонизированных народов по всему миру. При этом постколониальный анархизм не стремится обесценить вклад более устоявшегося анархистского движения, а скорее стремится добавить уникальную и важную перспективу. Эта тенденция находится под сильным влиянием антигосударственных форм левого национализма и индигенизма, а также других источников.